# 塞凯赖什·帕尔
塞凯赖什·帕尔（匈牙利語：Szekeres Pál，1964年9月22日—），匈牙利男子击剑运动员。他曾代表匈牙利参加1988年夏季奥林匹克运动会击剑比赛，获得男子团体花剑铜牌。他也是史上第一位同時擁有奧運獎牌和帕拉林匹克運動會獎牌的運動員。